# Éléphant de Schongauer
L'Éléphant de Schongauer (vers 1483) était un éléphant d'Afrique,  cadeau diplomatique du roi Jean II du Portugal à l'empereur Frédéric III. Il a été représenté par Martin Schongauer et son frère sous forme de deux gravures sur cuivre. Diverses morts  spectaculaires lui ont été attribuées  à l'époque.

## Voyage

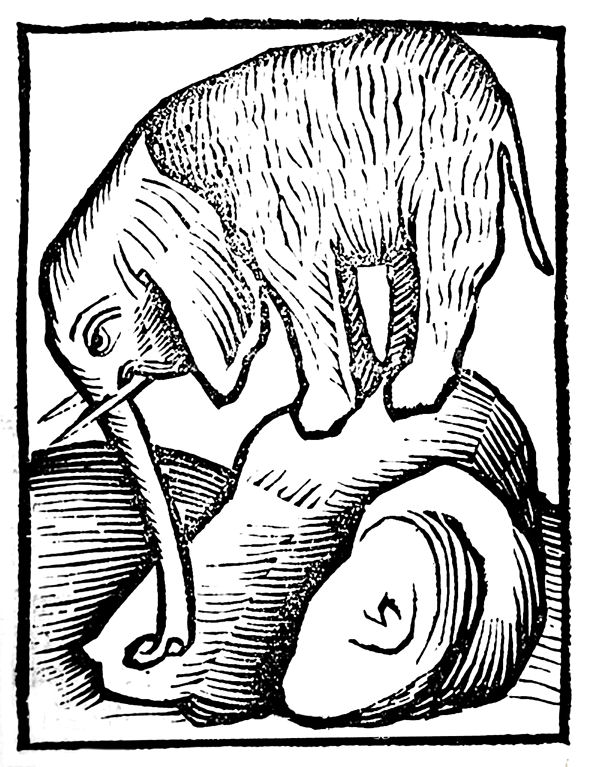
Xylographie du Le Jardin de santé, réalisée par Johann Prüss à Strasbourg en 1497

Probablement convoyé du Portugal vers la Hollande en bateau, l'éléphant a atteint d'abord Cologne puis Francfort-sur-le-Main. Il était mené par Hans Filßhover.

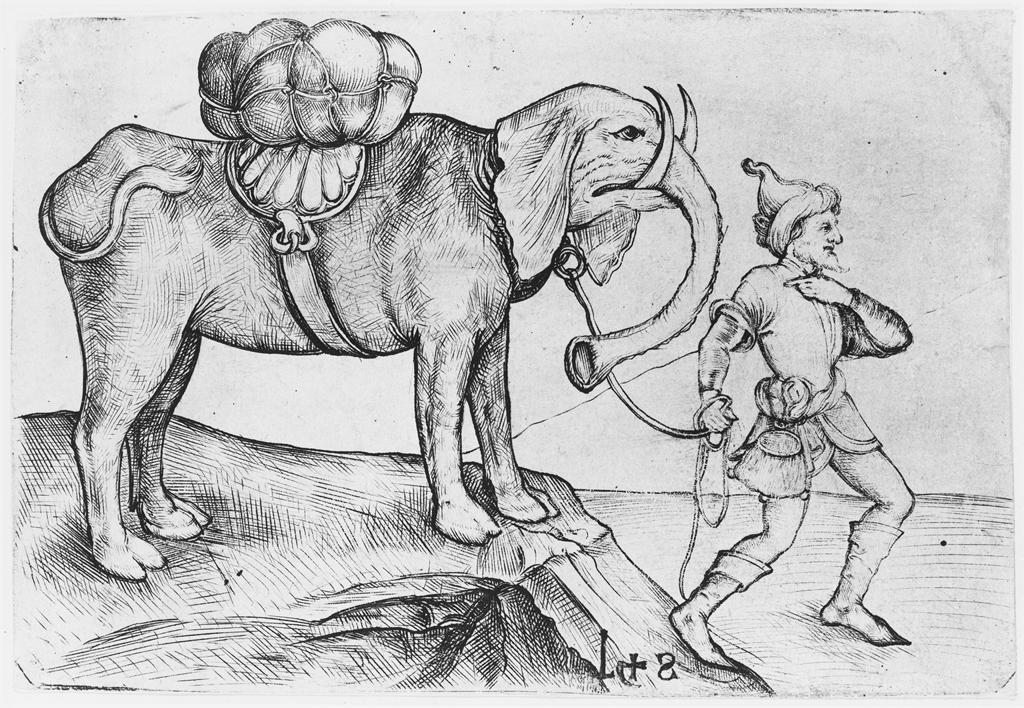
L+S: Éléphant. Gravure sur cuivre, avant 1494,, Albertina, Vienne (Autriche)

Depuis Abul-Abbas, éléphant de Charlemagne environ 700 ans plus tôt, ce pachyderme était le premier éléphant présent sur le territoire allemand. L'éléphant de Crémone de Frédéric II au XIIIe siècle n'avait pas franchi la frontière ni celui de Louis IX, le premier pachyderme d'origine africaine. Les éléphants africains restaient très rares en Europe. 
Après l'éléphante de Louis XIV au XVIIe siècle, Jumbo a été, en 1861, le quatrième éléphant africain à rejoindre Paris.